# Tomor (Hungria)
Tomor é um município da Hungria, situado no condado de Borsod-Abaúj-Zemplén. Tem 12,89 km² de área e sua população em 2015 foi estimada em 234 habitantes.